# Komitat
Ein Komitat (ungarisch vármegye [ˈvaːrmɛɟɛ], Plural vármegyék [ˈvaːrmɛɟeːk]) ist ein Verwaltungsbezirk Ungarns. Seit 1950 ist Ungarn in 19 Komitate und die Hauptstadt Budapest gegliedert. 
Das deutsche Wort ist vom lateinischen comitatus und vom lateinischen Titel comes abgeleitet, was ursprünglich „Begleiter“ bedeutete, aber seit der Spätantike der Titel hoher römischer Beamter war. Hieraus entwickelte sich später die lateinische Entsprechung eines Grafentitels. Dementsprechend wurde vármegye in der Vergangenheit manchmal mit „Grafschaft“ ins Deutsche übersetzt. Neben Komitat war, insbesondere nach 1867, auch die Bezeichnung Gespanschaft üblich. Im Zusammenhang mit Kroatien wird teilweise heute noch deutsch von Gespanschaften gesprochen. Der Komitatssitz, also Verwaltungssitz eines Komitats, heißt auf Ungarisch megyeszékhely. 
Von 1950 bis 2022 hießen die Komitate megye [ˈmɛɟɛ], Plural megyék [ˈmɛɟeːk]. 2021 kündigte die ungarische Regierung an, die bis Ende 1949 verwendete Bezeichnung vármegye (wörtlich „Burgkomitat“, im Deutschen ebenfalls Komitat) zum 1. Januar 2023 wieder einzuführen.

## Geschichte

Die historischen Komitate um 1881

Das Königreich Ungarn wurde bei seiner Staatsgründung im Jahr 1000 durch König Stephan I. in 45 Komitate (ungarisch Vármegyék, wörtlich „Burgkomitate“) unterteilt, deren Mittelpunkt jeweils eine Burg bildete. Nach mehreren Komitatsreformen in der Geschichte Ungarns existierten 1881 in Ungarn 63 Komitate sowie im zugehörigen Königreich Kroatien und Slawonien weitere acht Komitate (Gespanschaften). Die Komitate waren wiederum in Bezirke (genauer: in Stuhlbezirke) unterteilt. An der Spitze eines Komitats stand der Obergespan (im Mittelalter Gespan genannt; ungar. főispán, ispán). Diese Stelle wurde nach 1867 meist von der Regierung vergeben, teilweise aber auch vererbt. Nach dem Ersten Weltkrieg verlor Ungarn in Folge des Vertrags von Trianon über zwei Drittel seiner Staatsfläche. Dabei mussten viele Komitate vollständig oder teilweise an andere Staaten abgetreten werden.
Das heutige Ungarn besteht seit 1950 aus 19 Komitaten und der eigenständigen Hauptstadt Budapest. Daneben existieren 25 Städte mit Komitatsrecht, die nicht als selbstständige Komitate gelten, jedoch Funktionen und Kompetenzen eines Komitats übernehmen.

## Übersichtstabelle
| Wappen | Komitat                | Komitatssitz   | Region                    | Kreise | Fläche (km²) | Ein- wohner (2024) | Ein- wohner je km² |
| ------ | ---------------------- | -------------- | ------------------------- | ------ | ------------ | ------------------ | ------------------ |
|        | Bács-Kiskun            | Kecskemét      | Südliche Große Tiefebene  | 11     | 8.444,89     | 491.632            | 58,2               |
|        | Baranya                | Pécs           | Südtransdanubien          | 10     | 4.429,60     | 353.331            | 79,8               |
|        | Békés                  | Békéscsaba     | Südliche Große Tiefebene  | 9      | 5.629,71     | 310.912            | 55,2               |
|        | Borsod-Abaúj-Zemplén   | Miskolc        | Nordungarn                | 16     | 7.247,19     | 617.800            | 85,2               |
|        | Csongrád-Csanád        | Szeged         | Südliche Große Tiefebene  | 7      | 4.262,79     | 389.411            | 91,4               |
|        | Fejér                  | Székesfehérvár | Mitteltransdanubien       | 8      | 4.358,48     | 419.490            | 96,2               |
|        | Győr-Moson-Sopron      | Győr           | Westtransdanubien         | 7      | 4.207,79     | 473.246            | 112,5              |
|        | Hajdú-Bihar            | Debrecen       | Nördliche Große Tiefebene | 10     | 6.210,39     | 520.550            | 83,8               |
|        | Heves                  | Eger           | Nordungarn                | 7      | 3.637,17     | 285.058            | 78,4               |
|        | Jász-Nagykun-Szolnok   | Szolnok        | Nördliche Große Tiefebene | 8      | 5.581,63     | 353.511            | 63,3               |
|        | Komárom-Esztergom      | Tatabánya      | Mitteltransdanubien       | 6      | 2.264,35     | 301.834            | 133,3              |
|        | Nógrád                 | Salgótarján    | Nordungarn                | 6      | 2.544,48     | 180.469            | 70,9               |
|        | Pest                   | Budapest       | Mittelungarn              | 18     | 6.391,18     | 1.333.257          | 208,6              |
|        | Somogy                 | Kaposvár       | Südtransdanubien          | 8      | 6.065,06     | 292.691            | 48,3               |
|        | Szabolcs-Szatmár-Bereg | Nyíregyháza    | Nördliche Große Tiefebene | 13     | 5.935,92     | 524.513            | 88,4               |
|        | Tolna                  | Szekszárd      | Südtransdanubien          | 6      | 3.703,21     | 206.398            | 55,7               |
|        | Vas                    | Szombathely    | Westtransdanubien         | 7      | 3.336,11     | 248.199            | 74,4               |
|        | Veszprém               | Veszprém       | Mitteltransdanubien       | 10     | 4.463,64     | 335.979            | 75,3               |
|        | Zala                   | Zalaegerszeg   | Westtransdanubien         | 6      | 3.783,84     | 260.124            | 68,7               |